# Cantón Balsas
Balsas es un cantón situado en la Provincia de El Oro, en el Ecuador. Su nombre se deriva de la abundancia de árboles de balsa que históricamente han caracterizado la región. Las costumbres y tradiciones de Balsas tienen sus raíces en la mezcla cultural de los primeros pobladores, procedentes de Cantón Piñas, Zaruma y partes de la provincia de Loja. La ubicación estratégica, los recursos naturales y la actividad económica han contribuido al desarrollo sostenido de esta localidad.

## Historia
En el año de 1980 se forma la primera Junta Cívica Pro Cantonización, presidida por el profesor Gerardo Chimbo y más colaboradores, quienes tenían la tarea de elaborar la documentación y realizar las gestiones, sin que se tuviera el éxito deseado debido a la negativa del Congreso Nacional de dar tramitación aduciendo la congelación de cantonizaciones.
Los ideales de cantonización seguían latentes en el corazón de los balsenses. Con renovada fuerza y gran optimismo, se llevó a efecto el 30 de junio de 1984 una importante reunión para conformar la nueva Junta Cívica, la misma que tuvo mejores aciertos y conocimientos para reanudar los trámites, es así que se logra que el 13 de noviembre de 1984 y el 26 de julio de 1985 la CELIR visite a Balsas, quienes después de constatar la realidad socioeconómica emiten su informe favorable para conseguir el propósito deseado.
La Comisión de lo Civil y Penal del Congreso Nacional recibe el informe de la CELIR, lo analiza y elabora el Proyecto de Ley de Cantonización y lo envía al Plenario del Congreso para su discusión y aprobación, la misma que se da en las sesiones del 27 de marzo y 8 de abril de 1986, luego es remitido al Presidente de la República para su promulgación en el Registro Oficial. El día glorioso para Balsas al fin llega, y el 23 de febrero de 1987, mediante Decreto Legislativo número 61 publicado en el Registro Oficial número 631 Balsas se convierte en el decimosegundo cantón de la Provincia de El Oro por lo que se recopiló información de sus antepasados lo cual relata que los primeros habitantes quienes migraron de su natal san Roque fueron los señores Patrick y Simone quienes llegaron en bestia y se asentaron en lo que ahora es balsas  . 

## Economía y producción
La economía de Balsas se destaca por su actividad avícola, que constituye una parte significativa de su actividad económica. La producción avícola ha consolidado a Balsas como uno de los principales centros de esta industria en el Ecuador.

## Límites
Balsas limita al norte y al este con el Cantón Piñas, al sur con la Provincia de Loja (Paltas) y al oeste con el Cantón Marcabelí.

## Datos informativos
Balsas, según el último censo hecho en el año 2022, cuenta con una población total de 7875, con un total estimado de 4500 personas viviendo en el área urbana, y 3375 personas viviendo en el área rural.

## Clima
Balsas posee un clima subtropical que oscila entre 20 y 30 °C
| Parámetros climáticos promedio del cantón y de la ciudad de Balsas | Parámetros climáticos promedio del cantón y de la ciudad de Balsas | Parámetros climáticos promedio del cantón y de la ciudad de Balsas | Parámetros climáticos promedio del cantón y de la ciudad de Balsas | Parámetros climáticos promedio del cantón y de la ciudad de Balsas | Parámetros climáticos promedio del cantón y de la ciudad de Balsas | Parámetros climáticos promedio del cantón y de la ciudad de Balsas | Parámetros climáticos promedio del cantón y de la ciudad de Balsas | Parámetros climáticos promedio del cantón y de la ciudad de Balsas | Parámetros climáticos promedio del cantón y de la ciudad de Balsas | Parámetros climáticos promedio del cantón y de la ciudad de Balsas | Parámetros climáticos promedio del cantón y de la ciudad de Balsas | Parámetros climáticos promedio del cantón y de la ciudad de Balsas | Parámetros climáticos promedio del cantón y de la ciudad de Balsas |
| Mes                                                                | Ene                                                                | Feb                                                                | Mar                                                                | Abr                                                                | May                                                                | Jun                                                                | Jul                                                                | Ago                                                                | Sep                                                                | Oct                                                                | Nov                                                                | Dic                                                                | Año                                                                |
| ------------------------------------------------------------------ | ------------------------------------------------------------------ | ------------------------------------------------------------------ | ------------------------------------------------------------------ | ------------------------------------------------------------------ | ------------------------------------------------------------------ | ------------------------------------------------------------------ | ------------------------------------------------------------------ | ------------------------------------------------------------------ | ------------------------------------------------------------------ | ------------------------------------------------------------------ | ------------------------------------------------------------------ | ------------------------------------------------------------------ | ------------------------------------------------------------------ |
| Temperatura máxima media (°C)                                      | 23.5                                                               | 24.5                                                               | 24.7                                                               | 24                                                                 | 23.9                                                               | 24.5                                                               | 23.7                                                               | 23.7                                                               | 23.8                                                               | 23.3                                                               | 23.4                                                               | 23.7                                                               | 23,5                                                               |
| Temperatura máxima media (°F)                                      | 74,3                                                               | 76.1                                                               | 76,5                                                               | 75,2                                                               | 75                                                                 | 76,1                                                               | 74,7                                                               | 74,7                                                               | 74,8                                                               | 73,9                                                               | 74,1                                                               | 74,7                                                               | 86                                                                 |
| Temperatura mínima media (°C)                                      | 21,4                                                               | 21,3                                                               | 21,9                                                               | 21,6                                                               | 21,5                                                               | 21,3                                                               | 21,5                                                               | 21,4                                                               | 20,9                                                               | 21,3                                                               | 21,2                                                               | 21,8                                                               | 21,7                                                               |
| Temperatura mínima media (°F)                                      | 70,5                                                               | 70,3                                                               | 71,4                                                               | 70,9                                                               | 70,7                                                               | 70,4                                                               | 70,7                                                               | 70,5                                                               | 69,6                                                               | 70,3                                                               | 70,1                                                               | 71,2                                                               | 71,1                                                               |
| Precipitaciones (mm)                                               | 245                                                                | 267                                                                | 176                                                                | 73                                                                 | 19                                                                 | 7.9                                                                | 4.2                                                                | 10.4                                                               | 17.9                                                               | 29.7                                                               | 94.7                                                               | 207                                                                | 1146                                                               |
| Fuente: Weatherbase                                                |                                                                    |                                                                    |                                                                    |                                                                    |                                                                    |                                                                    |                                                                    |                                                                    |                                                                    |                                                                    |                                                                    |                                                                    |                                                                    |

Superficie: 69.1 km² aproximadamente.
Altura: 400 a 1400 m s. n. m.

Cantonización: 23 de febrero de 1987.

## División política
Balsas tiene dos parroquias:

### Parroquia urbana
- Balsas (cabecera cantonal)

### Parroquia rural
- Bellamaría

### Sitios
- La Esperanza

- El Palmal
- San Jóse

## Educación
En la cabecera cantonal, Balsas cuenta con varias instituciones educativas, entre las cuales se encuentran:
- Unidad Educativa Luz Victoria Rivera de Mora
- Unidad Educativa Fiscal Mixta Prov: Napo Pastaza
- Colegio de Bachillerato Técnico Vicente Anda Aguirre
- Unidad Educativa San Francisco de Asís

## Transporte
El transporte en Balsas está cubierto por varias empresas, incluyendo "Ciudad de Piñas", "Tac" y "Oficina Piñas Interprovincial", así como la Cooperativa de Camionetas Rutas Balseñas y la Compañía de Transportes ADECAMSA. 

## Telecomunicaciones
En el ámbito de las telecomunicaciones, Balsas cuenta con una variedad de servicios, incluyendo un canal de televisión local, HBC, una estación de radio, La Mejor 95.1 FM - Estelar 1380 AM, y proveedores de servicios de Internet como RedPluS.